# عشق به خودم (ترانه)
«عشق به خودم» (به انگلیسی: I Love Me) ترانه‌ای از خواننده-ترانه‌نویس اهل ایالات متحده آمریکا دمی لواتو است. این ترانه در ۶ مارس ۲۰۲۰ ازطریق آیلند رکوردز منتشر شد. یک موزیک ویدئو برای «عشق به خودم» به کارگردانی هانا لوکس دیویس ساخته شده و در شهر نیویورک فیلمبرداری شده‌است. این ویدئو در ۶ مارس ۲۰۲۰ منتشر شد و در آن لواتو در حال قدم زدن در خیابانی است که چندین اشاره به لحظات زندگی شغلی و زندگی شخصی خود دارد. این ترانه در جدول فروش موسیقی مجارستان در رتبه چهارم، در فلاندرز (بلژیک) در رتبه ۱۱ و در ایالات متحده به رتبه هجدهم رسید.